# فریتس شاودین
فریتس شاودین (آلمانی: Fritz Schaudinn؛ ۱۹ سپتامبر ۱۸۷۱ – ۲۲ ژوئن ۱۹۰۶) دانشمند جانورشناسی اهل آلمان بود.
وی به همراه اریش هوفمان برای اولین بار در سال ۱۹۰۵ باکتری‌ای را که باعث بیماری سیفلیس می‌شود، یعنی «ترپونما پالیدیوم» را شناسایی نمود.